# Tutor
En tutor (lat. tutor "beskytter, hjælper" af tueri "beskytte, vogte") er en vejleder – ikke en lærer i egentlig forstand, men nærmere en person, som rådgiver andre i forhold til nogle emner, som tutoren har erfaring med.
Bruges oftest i akademisk sammenhæng, men afgrænses ikke til boglige emner.
På mange universitetsstudier bruges tutor f.eks. om det, der andre steder hedder en rusvejleder eller en studenterinstruktør – en ældre studerende, der er med til at tage imod de nyimmatrikulerede (russer), arrangere forskellige aktiviteter for dem og i det hele taget hjælpe dem igennem det første semester på studiet.
En tutor kan også være en person som rådgiver om menneskelige, sociale eller spirituelle forhold eller fungerer som forbillede for andre. I de tilfælde er betydningen overtaget fra engelsk.
I England er det meget udbredt, at børn og unge får hjælp til deres lektier af en tutor, som ofte er en ældre studerende. Det kaldes en privattutor.
Inden for esoteriske sammenhænge, og blandt ordensvæsnet kan man pege på bl.a. Tutor Ordenen som fører denne tradition for mellemmenneskelige relationer videre, udenfor det akademiske miljø.